# گروه مالی شینهان
گروه مالی شینهان (انگلیسی: Shinhan Financial Group) شرکت هلدینگ خدمات مالی و بانکداری کره‌ای است، که پس از گروه کی‌بی، گروه مالی هانا و گروه مالی ووری، چهارمین گروه خدمات بانکداری در کره جنوبی محسوب می‌شود. این شرکت در سال ۲۰۰۱ تأسیس شد. دفتر مرکزی گروه شینهان در شهر سئول قرار دارد و بخشی از سهام آن در بازار بورس کره معامله می‌شود.